# Identité nationale électronique sécurisée
Pour les articles homonymes, voir INES.
L'identité nationale électronique sécurisée (INES) est un projet français de gestion des titres d'identité (carte nationale d'identité et passeport) utilisant la biométrie pour vérifier l'identité des demandeurs de titre.
Ce projet a été soumis en 2005 par le ministère de l'Intérieur à un débat public, qui a permis de dégager un certain nombre de possibilités d'améliorations. À la suite du changement de gouvernement intervenu mi-2005, le projet INES a été remplacé par le projet de « protection de l'identité » qui reprend les contributions issues du débat public.
Ce nouveau projet se décompose en trois parties :
- un passeport à puce conforme à la réglementation européenne.
- une carte d'identité électronique, semblable à celles déjà utilisées en Belgique (6 millions de cartes déjà émises mi 2007), Estonie (1 million), Espagne (32 millions en décembre 2012), Italie, Suède (plusieurs millions chacune), Finlande (150 000), etc. Comme la carte d'identité actuelle, la nouvelle carte sera facultative.
- un système de gestion commun, utilisant la biométrie pour vérifier l'identité des demandeurs de titres.

La future carte devrait contenir une radio-étiquette contenant l'identité du porteur, et des données biométriques (photo et empreintes digitales), à l'exclusion de toute autre donnée personnelle telle que le numéro de sécurité sociale.
Il est prévu que la consultation des données d'identité par les agents de contrôle se fasse sans contact, mais en nécessitant un code secret, ce qui interdira des contrôles à l'insu du porteur.
La carte comporterait également en option des clés électroniques permettant de remplacer les mots de passe sur le Web (pour lutter contre l'hameçonnage) et de générer une signature numérique.